# Joan Carbonell
Joan Carbonell (?- 21 de desembre de 1825) fou un baixonista membre de la capella de música de l'església parroquial de Sant Pere i Sant Pau de Canet de Mar. Allà exercí de baixonista després de Pere Martin Puig i quan Carbonell traspassà l'any 1825 fou substituït per Bonaventura Gil.

## Baixonistes de la capella
- Pau Llauger (1690…1717…)
- Josep Llauger (…1770)
- Pere Martin Puig
- Joan Carbonell (…1825)
- Bonaventura Gil (1825…)